# Hispaniola
Hispaniola  (în spaniolă La Española), în traducere românească, Spaniola, cu o suprafață de cca 74.700 km², este - după Cuba - cea de-a doua insulă ca mărime a arhipelagului Antilelor. Se află situată la est de insula Cuba și la vest de Porto Rico. Este una din rarele cazuri în care o insulă din regiunea Caraibelor este împărțită între două țări independente, Haiti, la vest (o treime din suprafața insulei) si Republica Dominicană, la est (două treimi din suprafața insulei).
Cristofor Columb a sosit pe insula Hispaniola la 5 decembrie 1492, iar în cursul celei de-a doua călătorii a sa, în 1493, a fondat aici prima colonie spaniolă din Lumea Nouă.

## Date generale
- Populația: 16.909.000 locuitori[2]
- Suprafața: 76.211 km²
- Densitate demografică: 221,87 loc./km²
- Lungimea coastelor: 2.337 km
- Cel mai mare oraș: Santo Domingo
- Limbi vorbite și oficiale: limba spaniolă, în Republica Dominicană, iar limba franceză și limba creolă haitiană, în Haiti.

## Originea numelui insulei

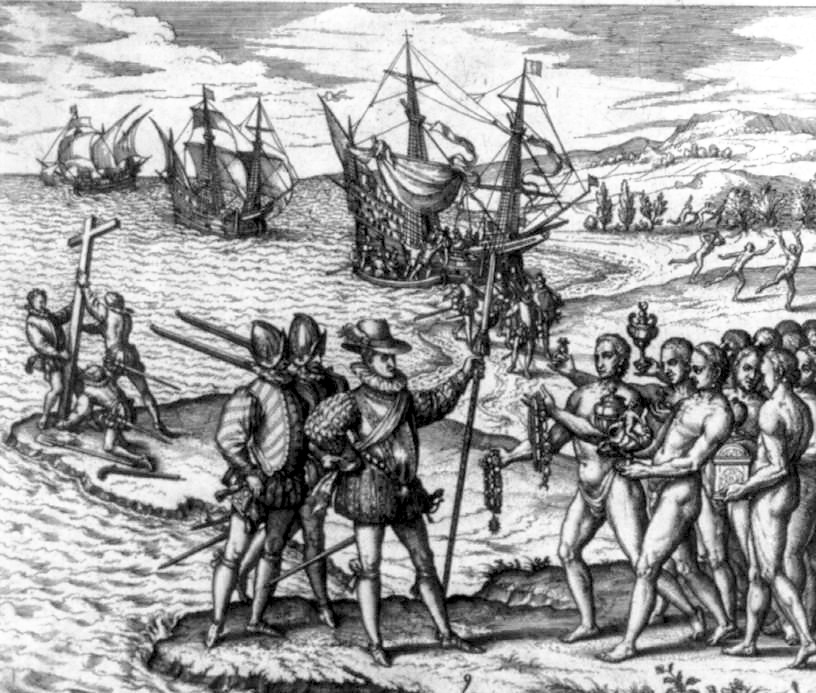
Gravură care reprezintă debarcarea primilor europeni în Hispaniola

La sosirea pe insulă, în 6 decembrie 1492, Cristofor Columb a fost mirat de asemănarea unor peisaje cu cele din Spania. De aceea, el a denumit insula La Española (Spaniola), denumire pe care a indicat-o pe prima hartă pe care a desenat-o. Această denumire a fost apoi latinizată în Hispaniola.
Insula a avut de-a lungul timpului diferite denumiri, pornind de la denumirile date de populațiile precolumbiene, pe care le-a aflat și Cristofor Columb: Bohio, Quisqueya sau Kiskeya, (de unde numele imnului național al Republicii Dominicane: Quisqueyanos valientes), sau Ayiti, nume devenit denumirea țării din partea de vest a insulei: Haiti.
Fiind în mâinile spaniolilor și ale francezilor, în mod alternativ, a fost denumită de asemenea Santo Domingo sau Saint Domingue, prin extinderea numelui capitalei fondate în 1502, în sudul insulei, actuala capitală a statului Republica Dominicană.

## Geografie

Harta insulei Hispaniola: la est, cu mov, Republica Dominicană, iar cu roz, la vest, Haiti

Această insulă a Antilelor Mari, cu o suprafață de 73 930 km², este situată la sud de paralela 20°N. Ea măsoară cca 650 kilometri de la est la vest, iar cea mai mare lățime (de la nord la sud) a sa este de vreo 250 de kilometri. Este o insulă cu un relief foarte accidentat.

### Munți
Hispaniola, Jamaica, Cuba și Porto Rico sunt cunoscute împreună sub numele de Antilele Mari. Acestea se compun din stânci continentale, contrar Antilelor Mici care sunt, îndeosebi, vulcanice sau insule coraliere. Cinci mari lanțuri de munți se găsesc pe insulă. 
- Cel mai înalt punct al insulei este „Pico Duarte” și măsoară 3.175 metri altitudine. Acest vârf face parte din lanțul muntos numit "Cordillera Central". Acesta se lărgește dinspre coasta de sud spre nord-vestul insulei. Întâlnim aici, în afară de Pico Duarte alte patru vârfuri dintre cele mai înalte în cele mai din Cordillera Central din Caraibe: 
  - „Loma La Pelona“ (3.097 m),
  - „Loma Rucilla“ (3.039 m),
  - „Loma de la Viuda“ (2.802 m) și
  - „Yaque“ (2.760 m).
- Lanțul muntos numit "Cordillera Septentrional" trece paralel cu lanțul muntos "Cordillera Central", pornind de la coasta de nord și lărgindu-se spre peninsula Samaná în Atlantic. Punctul cel mai înalt din acest lanț muntos este Diego de Ocampo (1.249 m), aflat între Santiago și Puerto Plata.

- În estul Republicii Dominicane, se lărgesc lanțurile muntoase "Cordillera Oriental" (cel mai înalt vârf fiind de 736 m) și "Costera del Caribe".

- "Sierra de Neiba" se înalță în sud-vestul Republicii Dominicane și trece din nord-vest prin Haiti (Munții Negri, Lanțul muntos Matheux...). Podișul central se situează între masivul de nord și Munții Negri. Câmpia Artibonitei se află între Munții Negri și Lanțul muntos Matheux și se lărgește la vest în golful Gonâives. Cel mai înalt vârf se înalță la 2.177 m, la nord de lacul Enriquillo.

- Lanțul de munți din sud începe cu "Baoruco", "Sierra" și se lărgește la vest sub numele de "Massif de la Selle" și "Massif de la Hotte", formând peninsula sud-vestică a Haiti. Vârful Morne de la Selle, cu înălțimea de 2.715 m este cel mai înalt din acest lanț muntos și totodată cel mai înalt din Haiti. Pe partea dominicană, cele mai înalte vârfuri ale acestui lanț muntos ating înălțimile de 2.368 m și 2.085 m.

### Câmpii
O câmpie trece paralel cu lanțul de munți din sudul statului Haiti (Câmpia Cul-de-Sac), până în partea occidentală a Haiti, la capitala Port-au-Prince.

### Lacuri
Există câteva lacuri cu apă sărată, între altele Saumatre-Lagune din Haiti și lacul Enriquillo, care se găsește în Republica Dominicană. 

### Râuri
Marile diferențe de nivel care există pe insula Hispaniola, în relație cu precipitațiile tropicale foarte abundente, au dus, în două rânduri, în anul 2004, puternice inundații, cae au făcut mii de victime. În mai 2004, inundațiile s-au produs în jurul râului Jimaní, în sudul insulei, iar în luna septembrie a aceluiași an, inundațiile s-au produs, mai cu seamă la Cibao-Tal, în proximitatea lui Río Yaque de Norte, dar cel mai greu a lovit, prin inundațiile provocate pe cele două maluri ale sale, râul Jimaní.

## Istoria

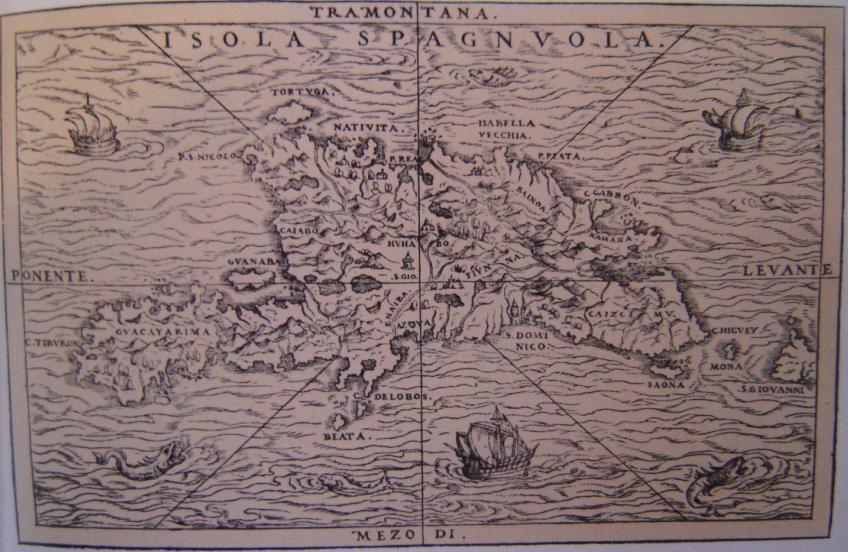
Hartă a insulei Hispaniola de la sfârşitul secolului al XV-lea

La sosirea lui Cristofor Columb, la 6 decembrie 1492, insula era populată de amerindieni, din familia Arawaks, care i-au primit pe străini fără ostilitate, ajutându-i să construiască fortul Navidad.
Columb a plecat în ianuarie 1493, lăsând în insulă vreo treizeci de oameni de-ai săi. Colonizarea insulei nu a început decât câteva luni mai târziu, odată cu sosirea unei expediții de vreo 1 300 de oameni și numirea în postul de guvernator a lui Bartolomeo Columb, fratele lui Cristofor, care a fondat în 1496 orașul Nueva Isabela. Distrus de un ciclon, orașul a fost reconstruit de cealaltă parte a fluviului Ozama, sub numele de Santo Domingo, în 1781. Aici au fost construite prima catedrală, primul spital și prima universitate din America.
În mai puțin de douăzeci și cinci de ani, populațiile de amerindieni au fost decimate de brutalitatea sclavajului, precum și de bolile aduse de europenii cuceritori.Astfel, populația indigenă a fost rapid exterminată și supusă. De la circa 1,3 milioane, cât era în 1492, a ajuns la abia câteva zeci de mii, în 1510. Noul guvernator al insulei, Nicolás de Ovando, începând cu 1503, a adus sclavi negri din Africa, care erau mai rezistenți decât băștinașii amerindieni, pentru a-i înlocui pe aceștia din urmă. 
Comerțul cu slavi a fost autorizat, în anul 1517 de către Carol Quintul. Orașul din sudul insulei, Santo Domingo a devenit port de plecare a colonizării Lumii Noi. Coloniștii spanioli au adus un mare număr de cai, bovine și porcine, pe care i-au lăsat în libertate, neinteresându-se decât de aur. Dar pe la 1530, insula era deja aproape secătuită. Spaniolii și-au concentrat eforturile în partea orientală a insulei, unde mai găseau ceva aur și au abandonat partea de apus a Hispaniolei. 
Francezii au început să se intereseze de partea occidentală a insulei. Hispaniola a fost foarte curând poftită de către bandiții francezi, care se stabiliseră, de la începutul secolului al XVII-lea, în mica insulă vecină din nord, a Broaștei Țestoase, de unde porneau atacurile de pradă asupra galioanelor spaniole, care se întorceau spre Spania, iar jumătatea occidentală a insulei devenea, puțin câte puțin, începând cu sfârșitul secolului al XVI-lea, a corsarilor care îi aprovizionau cu carne și piei pe bandiții din insula Broaștei Țestoase.
Primele culturi erau de tutun și de indigo. Acestea cereau mână de lucru pe suprafețe destul de mici. Mulți francezi, dorind să scape de mizeria de acasă, se angajau pe 3 ani, lucrând fără salariu, iar apoi se instalau pe noile pământuri. Comerțul cu sclavi negri s-a dezvoltat și s-a instituționalizat.
În 1685, a regele Ludovic al XIV-lea a recunoscut oficial colonizarea insulei și a emis un edict cunoscut sub numele de Codul Negru, destinat reglementării regimului sclaviei, în care se specificau datoriile stăpânilor și datoriile sclavilor. Dispozițiile severe ale acestui cod, deși foarte severe față de sclavi, erau de multe ori amplificate. Obligațiile de evanghelizare erau neglijate de către coloni, cât și repausul duminical obligatoriu. Pedepselor capitale prevăzute în anumite cazuri, li se adăugau actele de violență și mutilările. Africanul era marcat cu fierul înroșit în foc, i se schimba numele și era nevoit să-și schimbe obiceiurile vestimentare și limba. Bertrand d'Ogeron a fost numit guvernator al acestei colonii, care purta denumirea de Saint Domingue. 

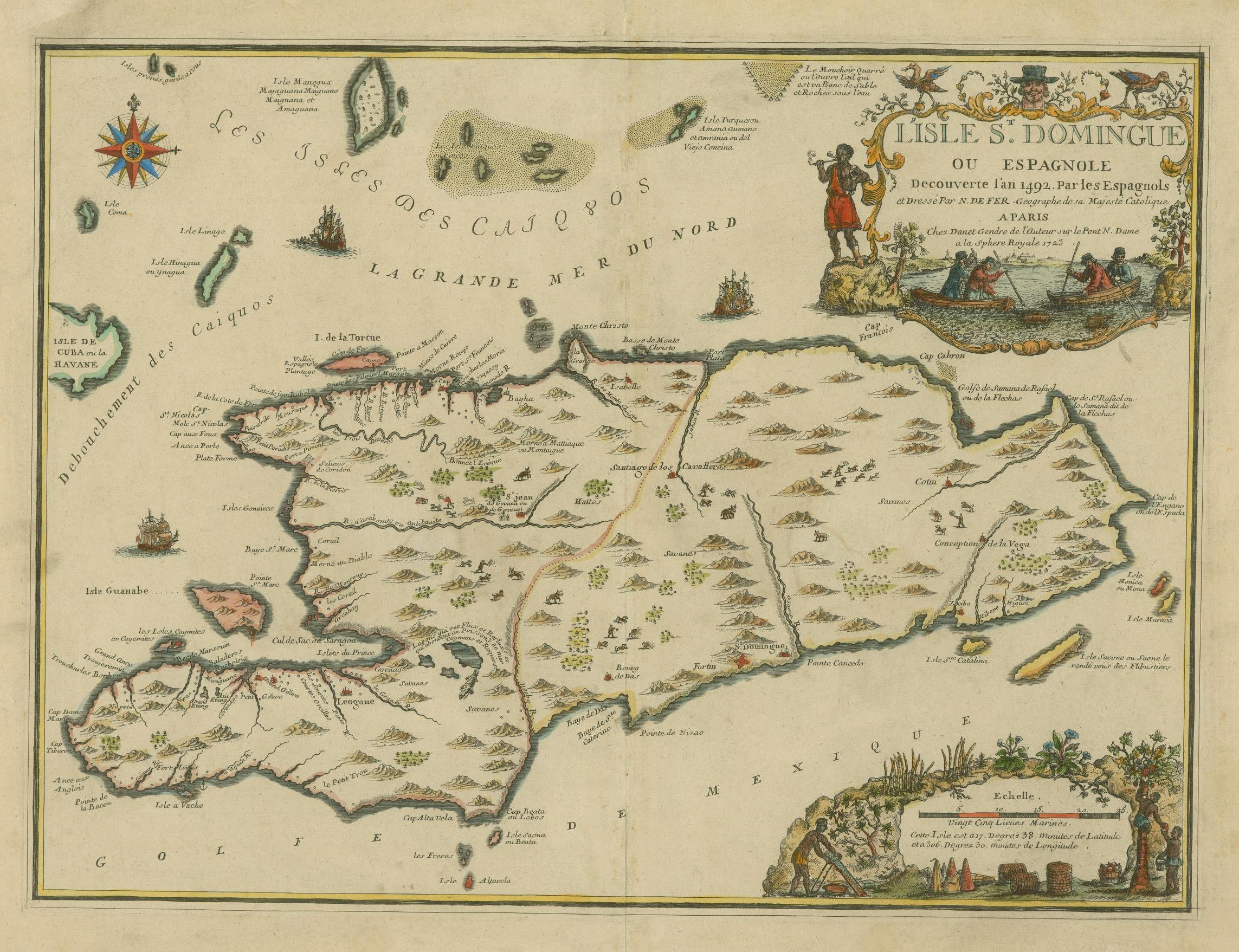
Harta insulei Hispaniola, la anul 1723

În anul 1697, Tratatul de la Ryswick a pus capăt războiului franco-spaniol și a recunoscut Franței dreptul de a se menține în partea occidentală a insulei, Spania păstrându-și partea orientală a ei.
Colonia Saint-Domingue a devenit cea mai bogată din Antile. La sârșitul scolului al XVIII-lea, valoarea exporturilor sale depășea chiar pe cea a exporturilor Statelor Unite ale Americii. Această prosperitate se baza îndeosebi pe producția de zahăr și de cafea. În 1789, în ajunul Revoluției Franceze, în colonie lucrau 500.000 de sclavi negri, pentru 32.000 de albi și 28.000 de oameni de culoare liberi (mulatri și eliberați)
În 1804, Jean-Jacques Dessalines a proclamat independența coloniei franceze, care a luat denumirea de Haiti. Era prima republică a negrilor din lume.
În anul 1844, după peste 40 de ani de ocupație haitiană, partea orientală a insulei și-a proclamat independența, sub numele de Republica Dominicană, cu capitala la Santo Domingo.

## Religii
Deși catolicismul este religia oficială, vaudou african adus de negri, nu și-a pierdut din adepți nici în Haiti, nici în Republica Dominicană. Protestantismul este și el prezent în insula Hispaniola.

## Populația
Populația insulei, în cea mai mare parte este formată din negri și mulatri, toți urmași ai foștilor sclavi aduși din Africa, începând cu anul 1501, folosiți la munci pe plantațiile din insulă. Cu un total de peste 15 milioane de locuitori, Hispaniola este cea mai populată din insulele Antilelor.

## Limbi
În partea de răsărit a insulei (în Republica Dominicană) limba oficială este cea spaniolă, iar în partea de apus a insulei (în Haiti), limbile folosite sunt limba franceză și limba creolă haitiană, ambele fiind oficiale.

## Economia
Introdusă de Cristofor Columb, care dorea să fie cultivată de către amerindieni, trestia de zahăr a asigurat, vreme îndelungată, bogăția colonilor din Hispaniola. Chiar și astăzi, trestia de zahăr reprezintă produsul cel mai important al exportului Republicii Dominicane, acoperind circa o treime din pământurile cultivate din această țară.
Insula exportă cafea, cacao, zahăr, tutun, bumbac, manioc, vanilie, banane.

## Curiozități
Robert Louis Stevenson a atribuit numele „Hispaniola” goeletei folosite de personajele romanului său, „Treasure Island”, publicat în anul 1883.